# NGC 7232
NGC 7232 est une vaste galaxie spirale située dans la constellation de la Grue. Sa vitesse par rapport au fond diffus cosmologique est de 1 699 ± 16 km/s, ce qui correspond à une distance de Hubble de 25,1 ± 1,8 Mpc (∼81,9 millions d'al). NGC 7232 a été découverte par l'astronome britannique John Herschel en 1834.

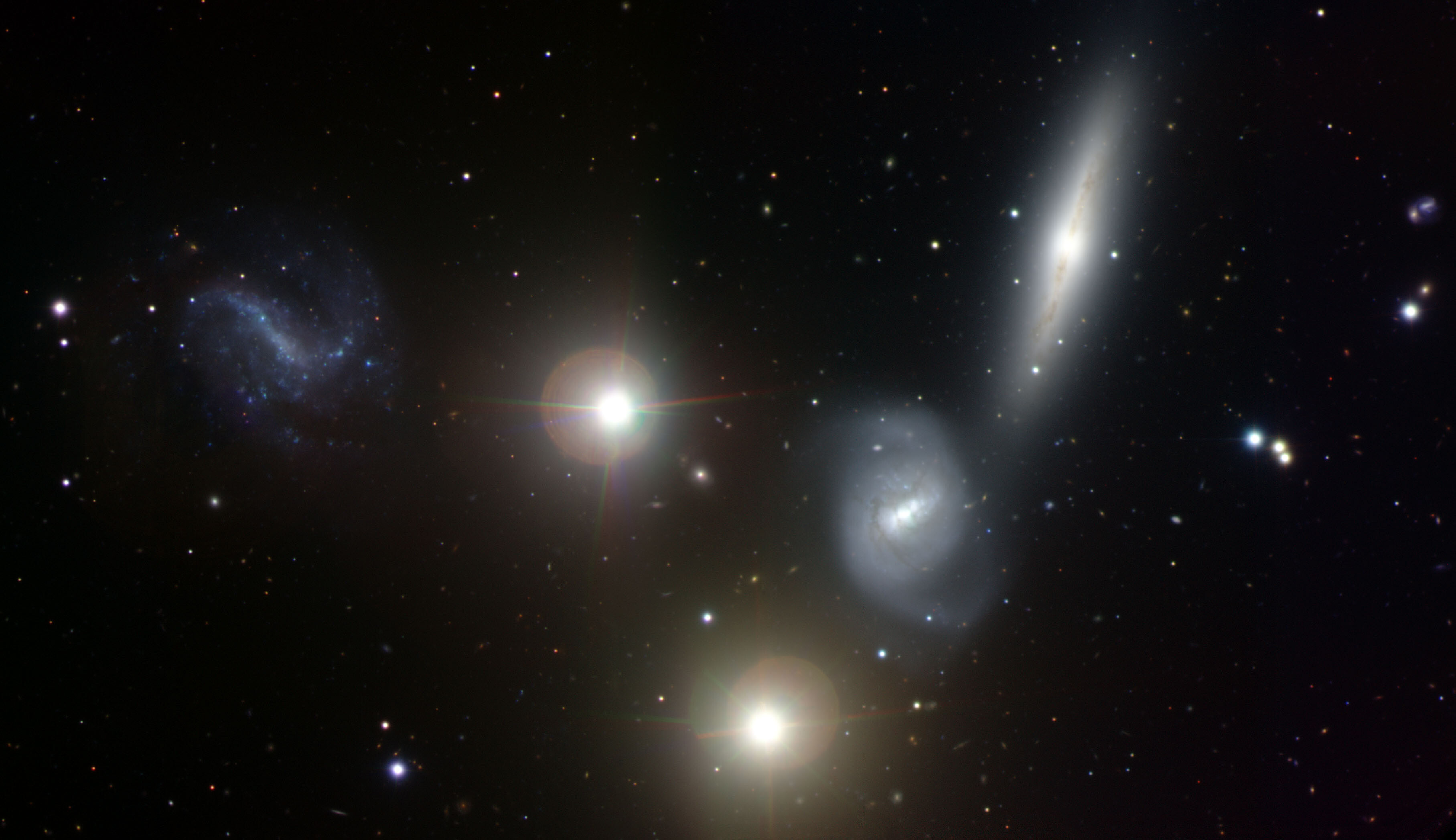
Cette image captée à l'observatoire Gemini montre le trio de galaxies en interaction NGC 7322 en haut à droite, NGC 7233 sous cette dernière et à gauche NGC 7232B (PGC 68443). (Credit:
International Gemini Observatory/NOIRLab/NSF/AURA/T. A. Rector (University of Alaska Anchorage)

Les avis diffèrent sur la classification de NGC 7232, spirale selon Wolfgang Steinicke et la base de données NASA/IPAC, spirale ordinaire selon le professeur Seligman et finalement lenticulaire barrée selon la base de données HyperLeda. Comme cette galaxie est vue presque par la tranche (sp pour «spindle» qui signifie broche ou encore tige), la détermination de sa morphologie est difficile et la classification de spirale à partir de l'image de NOIRLab semble trop détaillée.
La classe de luminosité de NGC 7232 est I et elle présente une large raie HI. C'est aussi une radiogalaxie à large raie d'émission (LLAGN).
À ce jour, une seule mesure non basée sur le décalage vers le rouge (redshift) donne une distance d'environ 22,300 Mpc (∼72,7 millions d'al). Cette valeur est tout juste à l'extérieur des valeurs de la distance de Hubble.

## Groupe de NGC 7232
Selon la base de données NASA/IPAC et NOIRLab, les galaxies NGC 7232, NGC 7233 et NGC 7233B (PGC 68443) forment un triplet de galaxies. Cependant, selon A. M. Garcia, il faut ajouter IC 5181 à ces trois galaxies dans ce qu'il nomme le groupe de NGC 7232.